# Cost anivellat de l'electricitat

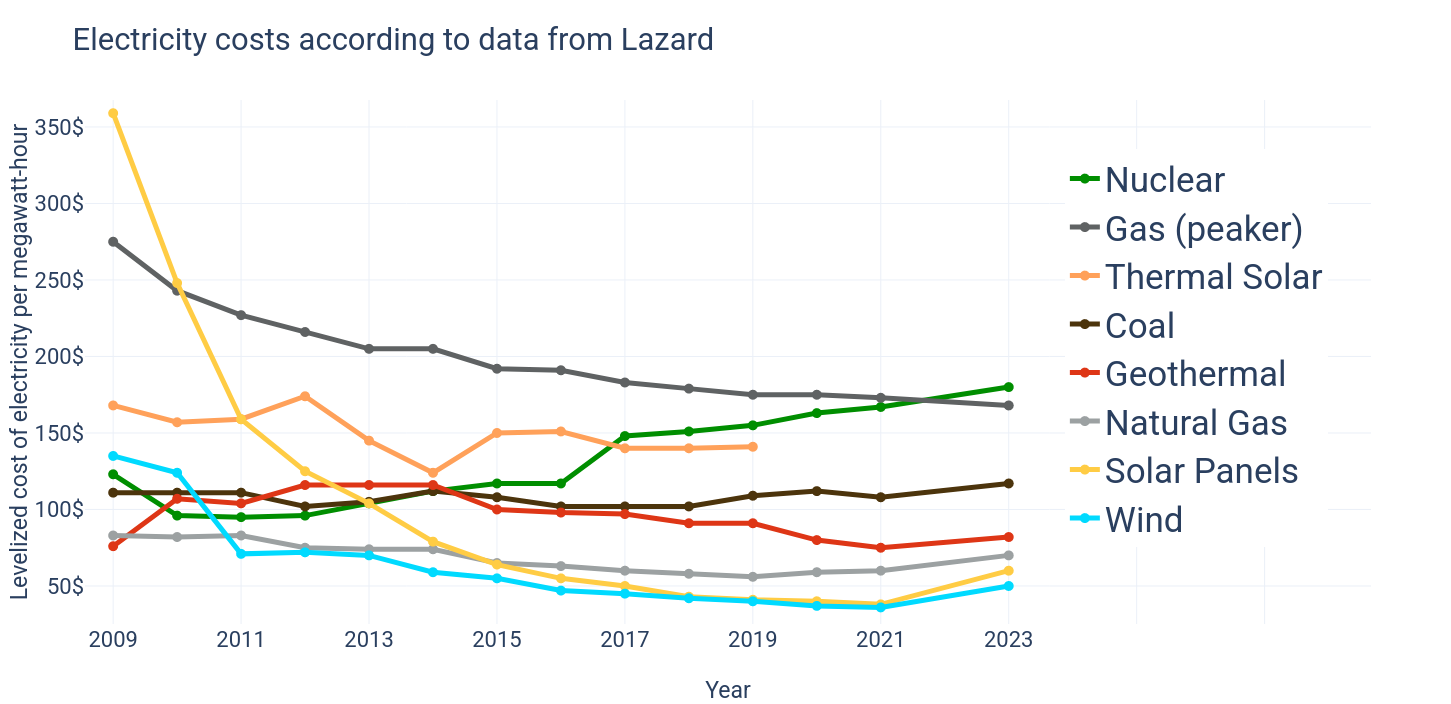
Cost mitjà no subvencionat de l'energia. Amb la implantació cada cop més generalitzada de fonts d'energia sostenibles, els costos de les fonts d'energia sostenibles han disminuït, sobretot per a l'energia generada per plaques solars. La font de dades és Lazard.

El cost anivellat de l'electricitat (LCOE) és una mesura del cost actual net mitjà de generació d'electricitat per a un generador durant la seva vida útil. S'utilitza per a la planificació d'inversions i per comparar diferents mètodes de generació d'electricitat de manera coherent.
El terme més general cost anivellat de l'energia pot incloure els costos de l'electricitat o la calor. Aquest últim també es coneix com a cost anivellat de la calor o cost anivellat de la calefacció (LCOH), o cost anivellat de l'energia tèrmica.
El LCOE "representa els ingressos mitjans per unitat d'electricitat generada que caldria per recuperar els costos de construcció i explotació d'una planta generadora durant una vida financera i cicle de treball assumits", i es calcula com la relació entre tots els costos descomptats al llarg del període. vida útil d'una planta generadora d'electricitat dividida per una suma descomptada de les quantitats d'energia reals subministrades. Les entrades a LCOE són escollides per l'estimador. Poden incloure el cost del capital, el desmantellament, els costos del combustible, les operacions fixes i variables i els costos de manteniment, els costos de finançament i una taxa d'utilització suposada.

## Definició
El cost de producció d'energia depèn dels costos durant la vida útil prevista de la planta i de la quantitat d'energia que s'espera que generi durant la seva vida útil. El cost anivellat de l'electricitat (LCOE) és el cost mitjà en moneda per unitat d'energia, per exemple, EUR per quilowatt-hora o AUD per megawatt-hora. El LCOE és una estimació del cost de producció d'energia, per tant no diu res sobre el preu per als consumidors i és més significatiu des del punt de vista de l'inversor.
El LCOE es calcula sumant tots els costos de producció dividits per la quantitat total d'energia que s'espera generar. En la fórmula:
{\displaystyle \mathrm {LCOE} ={\frac {\text{suma de costos tota la vida}}{\text{suma d'energia elèctrica produïda tota la vida}}}={\frac {\sum _{t=1}^{n}{\frac {I_{t}+M_{t}+F_{t}}{\left({1+r}\right)^{t}}}}{\sum _{t=1}^{n}{\frac {E_{t}}{\left({1+r}\right)^{t}}}}}}
It: despeses d'inversió l'any t
Mt: despeses d'operacions i manteniment de l'any t
Ft: despeses de combustible l'any t
Et: energia elèctrica generada l'any t
r: taxa de descompte
n: vida útil prevista del sistema o central elèctrica
Nota: s'ha de tenir precaució quan s'utilitzen fórmules per al cost anivellat, ja que sovint inclouen suposicions no vistes, descuiden efectes com els impostos i es poden especificar en cost anivellat real o nominal. Per exemple, altres versions de la fórmula anterior no descompten el corrent elèctric. La vida útil real pot ser considerablement més llarga o més curta del que s'esperava.
Cal tenir cura en comparar diferents estudis de LCOE i les fonts d'informació, ja que el LCOE d'una font d'energia determinada depèn molt dels supòsits, les condicions de finançament i el desplegament tecnològic analitzats. Per a qualsevol tecnologia de generació d'electricitat determinada, el LCOE varia significativament d'una regió a una altra, depenent de factors com el cost del combustible o els recursos energètics com el vent.
Per tant, un requisit clau per a l'anàlisi és una declaració clara de l'aplicabilitat de l'anàlisi basada en supòsits justificats. En particular, perquè el LCOE es pugui utilitzar per ordenar les alternatives de generació d'energia, cal tenir cura de calcular-lo en termes "reals", és a dir, incloure l'ajust per la inflació esperada.